# Brezovice (gmina Pale)
Brezovice (cyr. Брезовице) – wieś w Bośni i Hercegowinie, w Republice Serbskiej, w mieście Sarajewo Wschodnie, w gminie Pale. W 2013 roku liczyła 84 mieszkańców.